# Röa
Koordinaten: 58° 54′ N, 25° 30′ O

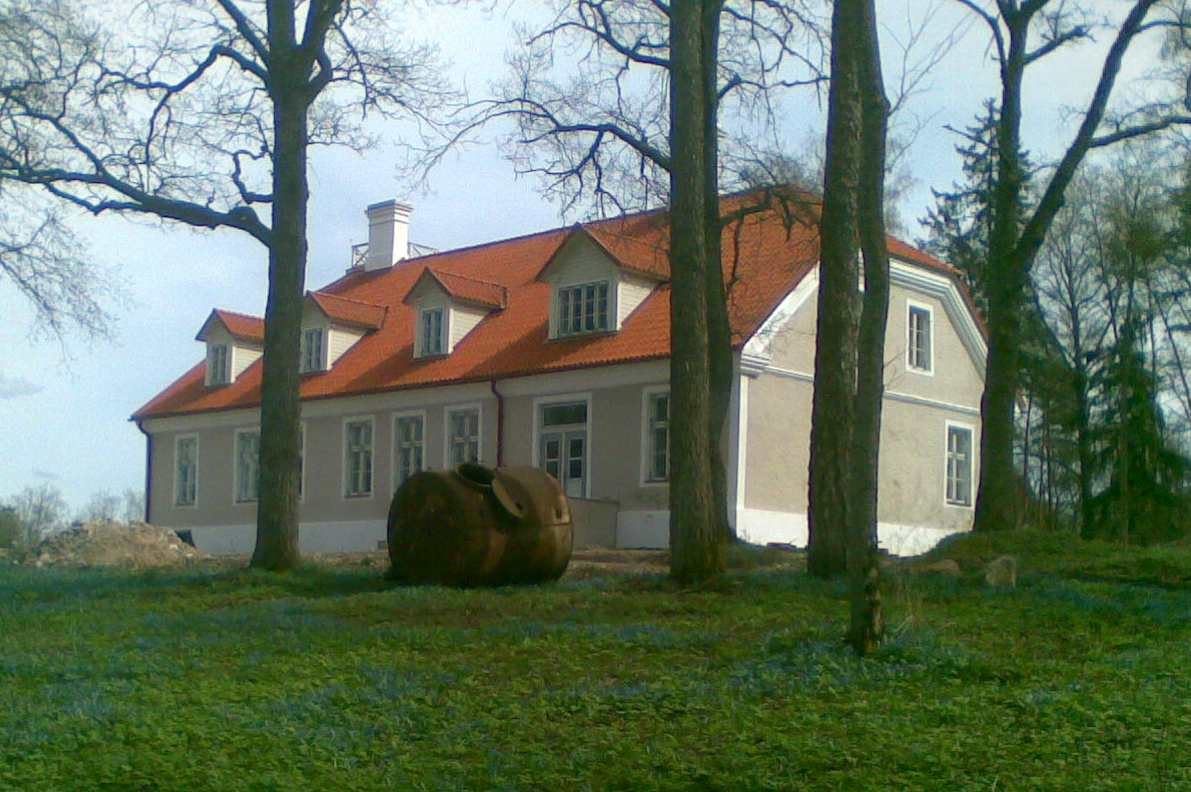
Herrenhaus von Röa. Aufnahme aus dem Jahr 2010.

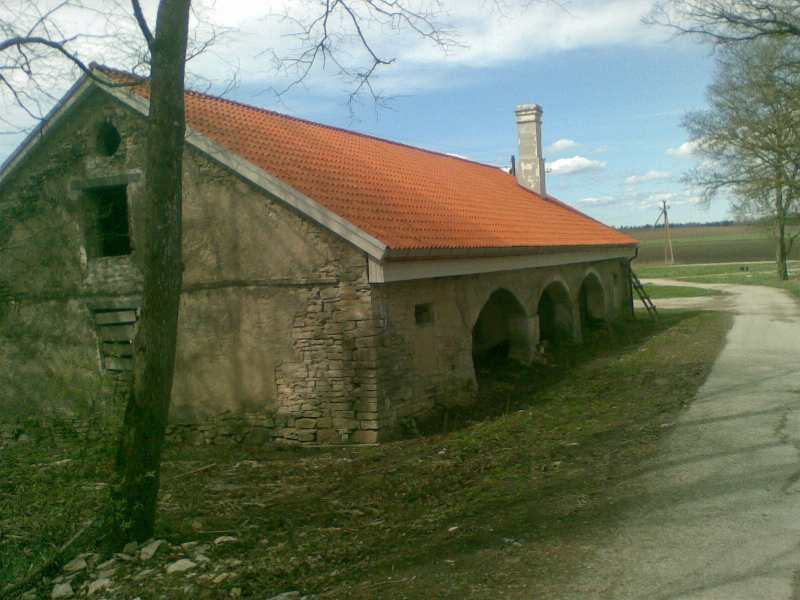
Historischer Speicher des Guts Röa. Aufnahme von 2010.

Röa (deutsch Röal) ist ein Dorf (estnisch küla) in der estnischen Landgemeinde Väätsa im Kreis Järva (Jerwen). Es hat 165 Einwohner (Stand 2000).
Röa wurde erstmals 1564 urkundlich erwähnt. Das deutschbaltische Rittergut von Röa gehörte zum Kirchspiel Türi (Turgel) und wurde zu Beginn des 17. Jahrhunderts gegründet. 1797 war die Fürstin Jelena Gontschakow Eigentümerin. Röa gehörte anschließend u. a. den adligen Familien Baranoff und Girard de Soucanton. 1874 erwarb es der Gutsbesitzer Ferdinand von Stackelberg, dem die Ländereien bis zur estnischen Landreform 1919 gehörte. Er behielt Röa als Resthof bis 1939.
Das frühklassizistische Herrenhaus wurde um 1800 errichtet. Ende des 19. Jahrhunderts wurde es an der Hinterseite um einen einstöckigen Seitenflügel im Stil des Historismus ergänzt. Nach dem Zweiten Weltkrieg verfiel das Gebäude zusehends und war ohne festes Dach. Das Herrenhaus brannte in den 1980er Jahren ab. Es wurde 2004 vollständig restauriert und steht heute in Privatbesitz.
Um das Herrenhaus herum erstreckt sich ein großer Waldpark, in dem sich die Nebengebäude des Gutes befinden.